# Instituto de Investigación Social
El Instituto de Investigación Social (en alemán: Institut für Sozialforschung, IfS; en inglés: Institute for Social Research), perteneciente a la Universidad de Fráncfort del Meno, fue fundado en 1923 por los comerciantes y mecenas Hermann Weil, su hijo Felix Weil —influenciado por el estudioso de la filósofía marxista Karl Korsch—  y el cofundador del Instituto Friedrich Pollock. 
Al Instituto de Investigación Social se adscribe la denominada Escuela de Fráncfort y la teoría principal formulada por Max Horkheimer por primera vez en su obra de 1937 Teoría tradicional y teoría crítica, conocida como Teoría Crítica.

## Evolución del Instituto
En sus primeros años el Instituto desarrolló un marxismo de corte académico. Su primer director, Kurt Albert Gerlach, murió antes de dejar su impronta; fue sustituido por Carl Grünberg, un historiador marxista junto al que se reunieron otros "ortodoxos" del marxismo, incluyendo a su exalumno Henryk Grossman. Grünberg fue sucedido por el cofundador Friedrich Pollock.
El gran impulso y la personalidad propia del Instituto llegaron cuando se hizo cargo de la dirección en 1931 Max Horkheimer, quien puso en marcha la investigación y desarrollo de la Teoría Crítica y es considerado el fundador de la Escuela de Fráncfort que se agrupó alrededor. Algunas figuras relacionadas con el Instituto fueron Theodor Adorno, Herbert Marcuse, Erich Fromm y Walter Benjamin, entre otros.

### Nazismo: traslado del Instituto fuera de Alemania
La creciente influencia de los nazis llevó a los fundadores a decidir, en septiembre de 1930, la preparación de un traslado del Instituto fuera de Alemania, mediante el establecimiento de una sucursal en Ginebra y el movimiento de los fondos a los Países Bajos. En 1933, tras el cierre decretado por el régimen de Hitler, el Instituto se trasladó a Ginebra y luego, en 1934, a Nueva York, donde se afilió a la Universidad de Columbia y su revista Zeitschrift für Sozialforschung pasó a llamarse Los estudios en Filosofía y Ciencias Sociales.

### Regreso a Alemania
Ya finalizada la Segunda Guerra Mundial, el Instituto reabrió sus puertas en Fráncfort en 1951, nuevamente bajo la dirección de Pollock.
Después de la jubilación de Horkheimer en 1959, Adorno se hizo cargo de la gestión del instituto hasta su repentina muerte en agosto de 1969.
Desde 2001 hasta 2018, el director del Instituto ha sido Axel Honneth, un discípulo de Jürgen Habermas.
En abril de 2021 fue nombrado como director el sociólogo alemán Stephan Lessenich